# SQL:2008
SQL:2008 — шоста версія стандарту ISO й ANSI для SQL — мови запитів до баз даних. Вона була формально прийнята у липні 2008 року. Стандарт складається з дев'яти частин, які детально описані в SQL.

## Нові можливості
Доповнення до Фонду включають:
- поліпшені інструкції MERGE та DIAGNOSTIC,
- інструкція TRUNCATE TABLE,
- розділені комою фрази WHEN у виразі CASE,
- тригери баз даних INSTEAD OF,
- секційовані таблиці JOIN,
- підтримка різних можливостей XQuery — регулярних виразів і зіставлення за шаблоном, та
- поліпшення похідних назв колонок[1].

## Документація
Документація стандартів SQL не є вільнодоступною, але може бути придбана від ISO як ISO/IEC 9075 (1—4, 9—11, 13, 14):2008.

## Заяви про відповідність
Мінімальний рівень відповідності SQL:2008, який може заявляти продукт, називається «Core SQL:2008» й обмежений визначеннями, зазначеними у двох частинах стандарту: Фонд та Інформація та Схеми визначення.